# تشورتون باي فرندن (تشيشير)
تشورتون باي فرندن (بالإنجليزية: Churton by Farndon)‏ هي قرية وأبرشية مدنية تقع في المملكة المتحدة في إنجلترا.  يقدر عدد سكانها بـ 146 نسمة .